# 荔枝街道
荔枝街道，是中华人民共和国重庆市涪陵区下辖的一个乡镇级行政单位。2021年7月26日调整行政区划，调整后，东临乌江、白涛街道；西连龙桥街道、马武镇；南接武隆区鸭江镇；北靠崇义街道、敦仁街道，界线东起乌江一桥西侧桥头，向西沿兴华东路、兴华中路，经高笋塘转盘西侧接高笋塘路，向西南接广场路，向西北接广场环路、武泰路，向北接兴华中路，经黎明转盘东侧接黎明路、中慧路，向东接步阳路，向南接黎明南路，经实验转盘西北侧接兴华西路、稻香路，经稻香转盘西侧沿稻香路，向北接太极大道至鹅颈关立交，沿涪南路至建玛特一号门与星霖租赁站交界处。

## 行政区划
荔枝街道下辖以下地区：
顺江社区、建涪社区、大塘社区、望涪社区、稻香社区、黎明社区、鹅颈关村、乌江村、新大田村、蒿枝坝村、协和村、荷香村、小溪村、金竺村、百灵村、方坪村、东丰村和平安村。